# نيكو سيغرست
نيكو سيغرست هو لاعب كرة قدم سويسري في مركز الهجوم، ولد في 9 يونيو 1991 في لوسرن في سويسرا. لعب مع نادي آراو ونادي بيل-بيين ونادي بيلينزونا ونادي كرينز ونادي لوزيرن.

## وصلات خارجية
- نيكو سيغرست على موقع قاعدة بيانات كرة القدم.إي يو (الإنجليزية)
- نيكو سيغرست على موقع Soccerway.com (الإنجليزية)
- نيكو سيغرست على موقع عالم كرة القدم.نت (الإنجليزية)